# Zieglerova polární expedice

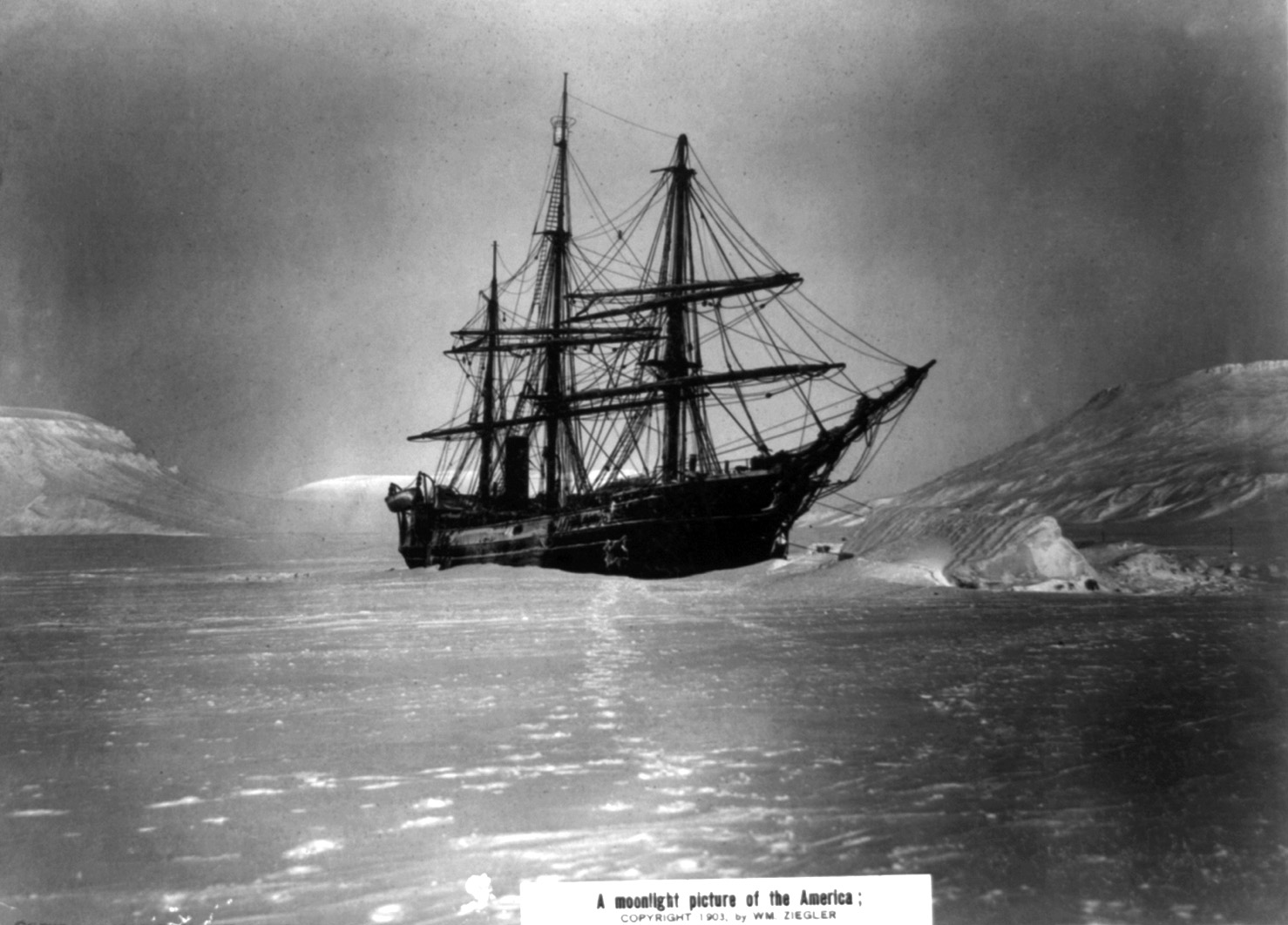
Loď America uvízlá v ledu Teplického zálivu

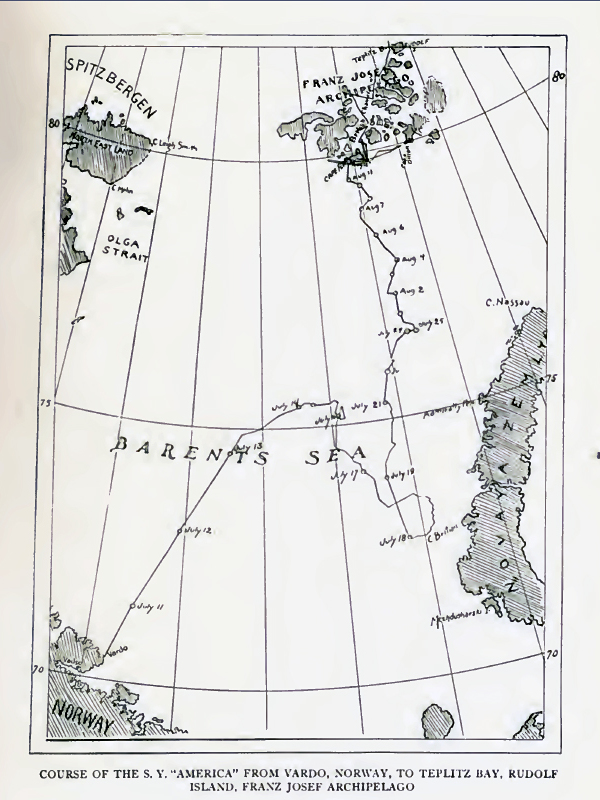
Expediční trasa

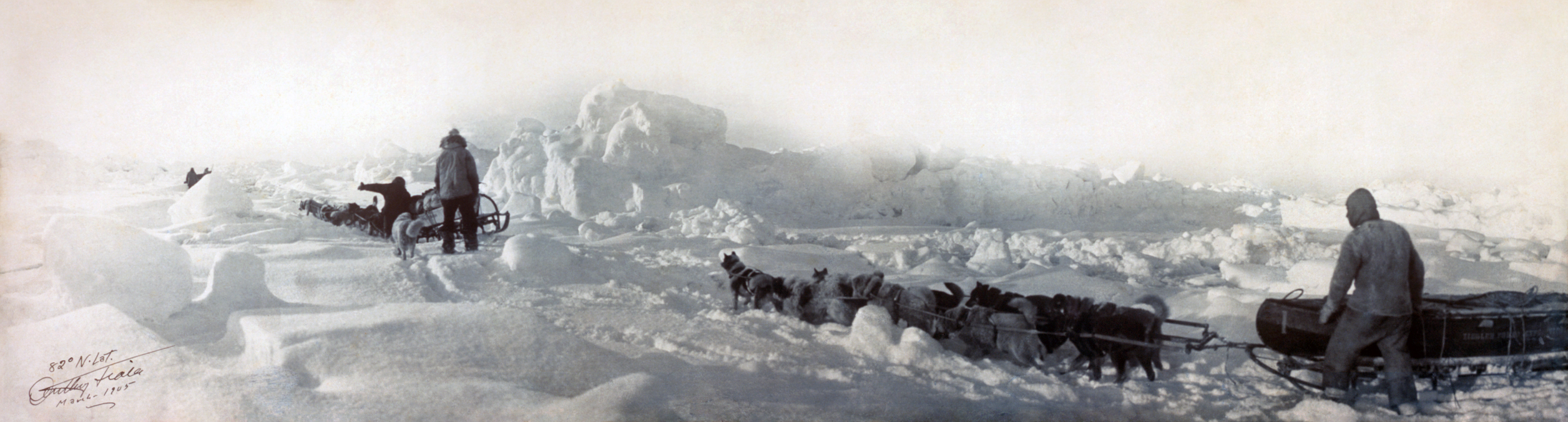
Expedice na 82. stupni severní šířky (březen 1905)

Zieglerova polární expedice, také známá jako Fialova expedice, byla neúspěšným pokusem o dosažení severního pólu v letech 1903–1905. I přes zničení expediční lodi přežili s výjimkou jednoho muže všichni členové výpravy dva roky v oblasti daleko na sever od severního polárního kruhu. Expedici zaplatil William Ziegler a vedl Anthony Fiala.

## Přípravy
William Ziegler zaplatil již v roce 1901 tzv. Baldwinovu–Zieglerovu expedici k severnímu pólu, které se jako fotograf účastnil také Anthony Fiala. Toho později Ziegler vybral, aby vedl druhou výpravu. Podle Fialových výpočtů bylo zapotřebí 1100 liber masa pro každé spřežení a jezdce, kteří se měli pokusit o dosažení pólu. Ovšem maximální nosnost saní byla pouze 600 liber, a proto naplánoval vzít s sebou poníky, kteří měli nést část zásob, a později jejich masem krmit psy.

## Uvěznění azáchrana
Výprava vyplula na palubě lodi America z norského město Tromsø 14. června 1903. Během první zimy její účastníci vybudovali skladiště uhlí a potravin v Teplickém zálivu Rudolfova ostrova v souostroví Země Františka Josefa. V listopadu roku 1903 byla během nepříznivého počasí těžce poškozena loď a zničena část zásob a uhlí. Zbylé trosky zmizely po bouři v lednu 1904.
Na jaře proběhly další pokusy o dosažení pólu cestami směrem na východ i na západ, ale pro nepříznivé počasí a výskyt rozsáhlých ploch otevřeného moře nebyly úspěšné. Vzhledem k malému množství zásob nakonec účastníci výpravy zamířili na jih a dosáhli skladišť na mysu Flora na Northbrookově ostrově a mysu Dillion na McClintockově ostrově. Čas, který skupina v oblasti strávila, využil zástupce velitele William Peters a skupina pod jeho vedením výrazně zlepšila kvalitu map souostroví. Pozitivní naladění si členové expedice udržovali, protože počítali se záchrannou lodí, která pro ně měla být poslána.
Záchrannou expedici vedl William S. Champ na palubě lodi Terra Nova. Proplouval mezi ledovými poli, ale 24. července se setkal s natolik nahuštěnými krami, že posádka pochybovala o možnosti dosažení cíle. Dne 29. července však doplula k Dillionovu mysu, kde nalezla šest členů Zieglerovy výpravy. Většinu z nich vyzvedla později z mysu Flora.